# 리길춘
리길춘(생년 미상 ~ )은 조선민주주의인민공화국의 정치인이다. 남포특별시 인민위원회 위원장 겸 최고인민회의 제13기 대의원이다.

## 경력
1995년 5월 남포특별시 인민위원회 부위원장을 거쳐 2009년 9월 조달선 후임으로 남포특별시 인민위원회 위원장으로 임명되었다.

## 최고인민회의 대의원
2012년 9월 최고인민회의 제12기 대의원에 보궐선거되었고, 2014년 3월 제13기 대의원으로 선출되었다.